# 1986 au Canada
Pour un article plus général, voir Chronologie du Canada.
Cet article traite des événements qui se sont produits durant l'année 1986 au Canada.

## Gouvernements
Gouverneure général du Canada :
```
Jeanne Sauvé
```

Premier ministre du Canada : 
```
Brian Mulroney
```

## Événements
- 8 février : à Hinton, en Alberta, un énorme train de marchandises entre en collision frontale avec le train continental de Via rail et cause la mort de 23 personnes. L'accident est dû au fait que les membres d'équipage dans la locomotive de tête du CN dormaient et que le chef de train dans le wagon de queue n'a pas actionné le frein d'urgence quand ils ont dépassé la voie d'évitement.

- 2 mai : ouverture officielle de l'exposition universelle sur les transports et la communication (Expo 86) à Vancouver.

- 24 mai : les Canadiens de Montréal battent les Flames de Calgary 4 à 1 avec le but gagnant de Bobby Smith pour ainsi ramener la Coupe Stanley à Montréal.
- 18 au 25 juillet : Championnat du monde de crosse au champ à Toronto.

- 13 octobre : clôture officielle de l'exposition universelle sur les transports et la communication (Expo 86) à Vancouver.

## À surveiller
- Championnat du monde de course en ligne de canoë-kayak à Montréal
- Premier Défi mondial des moins de 17 ans de hockey à Québec
- Jeux d'hiver de l'Arctique pour une troisième fois à Whitehorse

## Naissances
- 2 janvier : Corrine Gustavson, viol et victime meurtrier.
- 8 janvier : Jaclyn Linetsky, actrice.
- 13 janvier : Joannie Rochette, patineuse artistique.
- 4 avril : Cam Barker, joueur professionnel de hockey sur glace.
- 8 avril : Jevohn Shepherd, joueur de basket-ball.
- 19 septembre :
  - Carrie Finlay (en), actrice.
  - Omar Khadr, enfant soldat en Afghanistan, fait prisonnier par les Américains.
- 29 septembre : Benoît Pouliot, joueur professionnel de hockey sur glace.

## Décès
- 6 février : Georges Cabana, archevêque de Sherbrooke.
- 24 février : Tommy Douglas, premier ministre de la Saskatchewan.
- 27 février : Jacques Plante, joueur de hockey sur glace.
- 4 mars : 
  - Richard Manuel, chanteur.
  - Elizabeth Smart, auteure.
- 2 juin : Aurèle Joliat, joueur de hockey sur glace.
- 20 août : Milton Acorn, poète.
- 8 novembre : King Clancy, joueur professionnel de hockey sur glace.